# Фрафьорд, Марит Мальм
Марит Мальм Фрафьорд (норв. Marit Malm Frafjord; род. 25 ноября 1985, Тромсё) — норвежская гандболистка, линейная датской команды «Эсбьерг» и сборной Норвегии. Двукратная олимпийская чемпионка, чемпионка мира, 5-кратная чемпионка Европы.

## Карьера

### Клубная
Восиптанница школы клуба «Рапп». Выступала за этот клуб и за команду «Бьосен», с 2010 по 2014 годы защищала цвета клуба «Виборг». Летом 2014 года перешла в «Ларвик».

### В сборной
В сборной сыграла 210 матчей и забила 410 мячей. Дебютировала 28 сентября 2005 года в матче против Португалии. Пятикратная чемпионка Европы, чемпионка мира 2011 года, двукратная олимпийская чемпионка.